# オーストラリア空軍旗

オーストラリア空軍旗

オーストラリア空軍旗（オーストラリアくうぐんき Royal Australian Air Force Ensign）は、オーストラリア空軍及び空軍士官学校において、象徴として用いられている旗。
オーストラリア空軍旗は、オーストラリアの国旗を基にしており、カントン部を除く旗地は、エアフォース・ブルーの空色に変更され、オーストラリア空軍のラウンデルを旗尾下部に配置するため、南十字星を時計回りに傾けている。みなみじゅうじ座γ星の位置は、国旗と同じであるが、みなみじゅうじ座α星の位置が国旗よりも6分の1幅ほど旗竿側に位置し、南十字星は国旗より14.036度ほど傾いた形状となる。
現在の旗のデザインは、国旗法に基づき1982年5月6日に制定された。

## 沿革

1922年から1948年のデザイン。旗尾側に南十字星は無く、イギリス空軍と同じラウンデルが配置されている。

1948年から1982年のデザイン。ラウンデルはイギリス空軍と同じデザイン。

オーストラリア空軍は1921年に設立され、1922年7月24日にイギリス空軍旗と同じデザインの空軍旗が採用された。イギリスと別デザインの旗となったのは1948年のことであり、国旗を基調にコモンウェルス・スターと南十字星を加わったものとなり、ラウンデルは旗尾下部に移された。オーストラリア空軍のラウンデルは1956年7月2日に、カンガルーを中心としたデザインになったが、空軍旗内のラウンデルは変更されなかった。空軍旗内のラウンデルは1982年のことである。
空軍以外では、ニューサウスウェールズ州ニューラムトンのパブリックスクールにおいて、政府の許可の下、掲揚されている。これは第二次世界大戦中に学校施設が徴用されていた関係による。